# Calliostoma hassler
Calliostoma hassler är en snäckart som beskrevs av Clench och Carlos Guillermo Aguayo 1939. Calliostoma hassler ingår i släktet Calliostoma och familjen Calliostomatidae. Inga underarter finns listade i Catalogue of Life.